# Бандисе
Бандисе (пол. Bandysie) — село в Польщі, у гміні Чарня Остроленцького повіту Мазовецького воєводства.
Населення — 400 осіб (2011).
У 1975-1998 роках село належало до Остроленцького воєводства.

## Демографія
Демографічна структура станом на 31 березня 2011 року:
|          | Загалом | Допрацездатний вік | Працездатний вік | Постпрацездатний вік |
| -------- | ------- | ------------------ | ---------------- | -------------------- |
| Чоловіки | 207     | 63                 | 125              | 19                   |
| Жінки    | 193     | 54                 | 94               | 45                   |
| Разом    | 400     | 117                | 219              | 64                   |